# Зеркальная антенна зонтичного типа
Антенна относится к классу зеркальных антенн и получила своё название из-за конструкции, в основу которой заложен «зонтичный» принцип развёртывания рефлектора. Применяется на искусственных спутниках Земли.

## Общие сведения
При проектировании антенн для космического аппарата (КА) необходимость использования развёртываемых (трансформируемых) конструкций возникает, когда диаметр раскрыва антенны более (2…4,5) м, что превышает возможности современных систем выведения как на ГСО, так и на прочие орбиты.
Основными показателями таких зеркал являются:
- точность воспроизведения требуемого профиля отражающей поверхности после развёртывания;
- высокая эффективность и надёжность складной конструкции;
- сохранение требуемых характеристик в течение достаточно длительного срока в условиях эксплуатации (САС — срок активного существования).

Эффективность складной конструкции оценивается поверхностной плотностью и коэффициентом развёртывания:
- Поверхностная плотность апертуры — отношение массы развёрнутого зеркала к его площади — обычно составляет (0,2…1,5) кг/м².
- Коэффициент развёртывания (укладки) — отношение диаметров зеркала в развёрнутом и сложенном положениях — находится, как правило, в пределах от 4 до 25 (для надувных конструкций может достигать 100).

Выделяют две группы антенн, отличающиеся принципом развёртывания: антенные решётки и зеркальные антенны. Развёртываемые антенные решётки выполняются в виде панелей, складывающихся «гармошкой» подобно солнечным батареям. Излучатели в ряде конструкций таких антенн также трансформируемые. Например, спиральные излучатели в транспортном положении сжимаются подобно пружинам.
Зеркальные антенны зонтичного типа развёртываются по принципу дождевого зонтика. В кольцевых или вантовых антеннах основные элементы, формирующие зеркало, — кольцо и оттяжки (ванты).
Сохранение формы отражающей поверхности обеспечивается:
- механизмом развёртывания, например, за счёт вращения антенны или избыточного давления;
- фиксаторами, срабатывающими сразу после раскрытия антенны;
- действием электростатических сил или магнитов, установленных на гибкой отражающей поверхности.